# Tele Color
Tele Color, va ser una revista de còmic, amb continguts variats, passatemps, còmic, contes, seccions didàctiques i relats. Es va publicar per primera vegada l'any 1963 per l'editorial Bruguera. Se'n varen publicar un total de 251 números ordinaris i almenys quatre d'extraordinaris A la seva primera etapa va publicar l'adaptació al còmic dels dibuixos animats dels personatges televisius de l'estudi d'animació Hanna-Barbera, alguns dels personatges varen ser, Huckleberry Hound, el cavall Tiro Loco McGraw, l'os Yogui i els ratolins Pixie i Dixie, entre d'altres.

## Trajectòria editorial
El 28 d'octubre de 1956, TVE va iniciar les seues transmissions. El 1963, la televisió era cada vegada més popular, Francisco Bruguera (propietari) i Rafael González de l'editorial Bruguera, buscant i trobant la fórmula per aprofitar aquesta popularitat, van contractar els drets de sèries de dibuixos animats que s'emetien per televisió a Hanna-Barbera Producctions que eren els productors i a Western Printing, l'editorial que publicava els personatges en còmic book, amb els drets van poder publicar els personatges a les revistes de l'editorial. L'any 1963 es publica Tele Color, amb un format de 21 x 30 cm que era superior a les habituals de l'editorial, només la meitat de les pàgines de la revista eren en color. A quasi totes les pàgines de la revista hi havia publicitat: Caramels, joguines, xocolates, detergents i figures de plàstic amb els personatges de les sèries que es publicaven a la mateixa revista. Jesús Ulled Murrieta, era oficialment el director periodista, però qui realment feia la coordinació de la revista era Miguel Pellicer, amb l'ajuda del redactor en cap, Vicente Palomares Merlo.
Primera etapa
A la primera etapa es publicaven personatges d'Hanna-Barbera, el gat detectiu Super Fisgón, Hukleberry Hound, Lupy, Canuto y Canito, Tiro Loco McGraw, l'Os Yogui, el gat Jinks i els ratolins Pixie i Dixie, i The Flintstones, aquests van aparèixer abans a la revista que a la televisió, on els varen batejar com Los Picapiedra en castellà i Els Picapedra, posteriorment, en català.
Segona etapa
El 1965, Tele Color va canviar els personatges d'Hanna-Barbera pels de Warner Bros i a la revista s'hi publiquen les historietes de Bugs Bunny i el gat Silvestre, també s'inicia la publicació de sèries de producció pròpia inspirades amb sèries de TV. Bonanza, amb guions de Vidal Sales i dibuixos de Torregrosa i Félix Carrion. Una altra de les sèries era Aventura en el Fondo del Mar, amb guió de Victor Mora i dibuixos d'Escandell.
Tercera etapa
Amb un format de revista mes estandar, el 1967 va iniciar la seva tercera etapa que va ser molt breu. En aquesta etapa, varen compartir pàgines els personatges de dibuixos animats, Tom i Jerry, Andy Panda, El Pajaro Loco i Speedy González, aquests personatges forans compartien espai amb d'altres d'autòctons com Topito y Patosito, que expliquen les aventures d'un indi i el seu amic una cria d'os. El seu creador era Josep Escobar. Cassarel hi varen fer adaptacions de contes i llibres infantils, alguns dels títols són, Blancaneus i els set nans i Els viatges de Guilliver.

## Format
Tele Color, era una revista de còmic, amb continguts variats: passatemps, còmic, contes, seccions didàctiques i relats. Es publicava en un format de quadern grapat amb 16 pàgines. Posteriorment el títol va passar a ser en minúscules i va augmentar fins a 20 el nombre de pàgines. A l'etapa final el preu de venda al públic que en els seus inicis era de 3,50 pessetes, va augmentar fins a 5 pessetes. Se'n varen publicar un total de 251 números ordinaris i almenys quatre d'extraordinaris, fora de la numeració: ALMANAQUE para 1964, ALMANAQUE para 1965, EXTRA DE VACACIONES, EXTRA DE VERANO, i un ALMANAQUE 1966 que li van posar el número 143. Els almanacs tenien un preu de venda al públic de 15 pessetes. A l'últim número, el 251, publicat el 1968, en una vinyeta, hi havia el següent missatge de comiat, "! Atenció Amics ¡per raons tècniques, deixarà de publicar-se temporalment Tele Color. Més endavant ja us avisarem amb temps de la seva nova possible aparició".